# Atambelo VII
Atambelo VII (em grego: Αττάμπελος; romaniz.: Attámbelos) foi um xá de Caracena, um Estado vassalo dos partos e importante porto comercial. Seu curto reinado durou de 113/4 a 116/7 e foi gasto principalmente lutando contra a invasão romana sob Trajano (r. 98–117).

## Carreira
Como a maioria dos reis de Caracena, é conhecido principalmente por fontes numismáticas, que em seu caso por algumas moedas de bronze datadas de 113/14. Pertencia à linhagem hispaosínida. Em 114/15, o imperador Trajano (r. 98–117) tomou a capital parta de Ctesifonte e então se deslocou com uma frota de 50 navios ao Estado de Caracena no golfo Pérsico. Atambelo se rendeu a Trajano por volta de 116. No entanto, com a morte de Trajano no ano seguinte, a autoridade política de Atambelo VII entrou em colapso. Os partos provavelmente puseram fim ao domínio hispaosínida na região e nomearam um dos seus para o trono, ou seja, o príncipe Meredates.